# GE 2-D+D-2
A GE 2-D+D-2, também conhecida pelos apelidos Little Joe ou Russa, foi um tipo de locomotiva elétrica construída pela General Electric para exportação para a URSS em 1946. As 20 locomotivas acabaram sendo remetidas para ferrovias Norte-Americanas e para a Companhia Paulista de Estradas de Ferro por causa da quebra de relações comerciais entre os EUA e a URSS durante a Guerra Fria. Nos EUA os ferroviários se referem a ela como Little Joe Stalin's locomotives que com o tempo acabou sendo simplificado para apenas Little Joe.  Doze locomotivas foram para a Milwaukee Road, três para a Chicago, South Shore and South Bend Railroad (South Shore), e as outras cinco foram compradas pela CP.
Quatorze foram construídas para a URSS em bitola larga (1,520mm), e as outras seis em bitola Standart (1,435mm). As Russas tem doze eixos, oito deles motorizados ou seja, no padrão AAR são denominadas 2-D+D-2. Foram  projetadas para operar na Ferrovia Soviética SZD em 3300V DC por catenária.

## Milwaukee Road

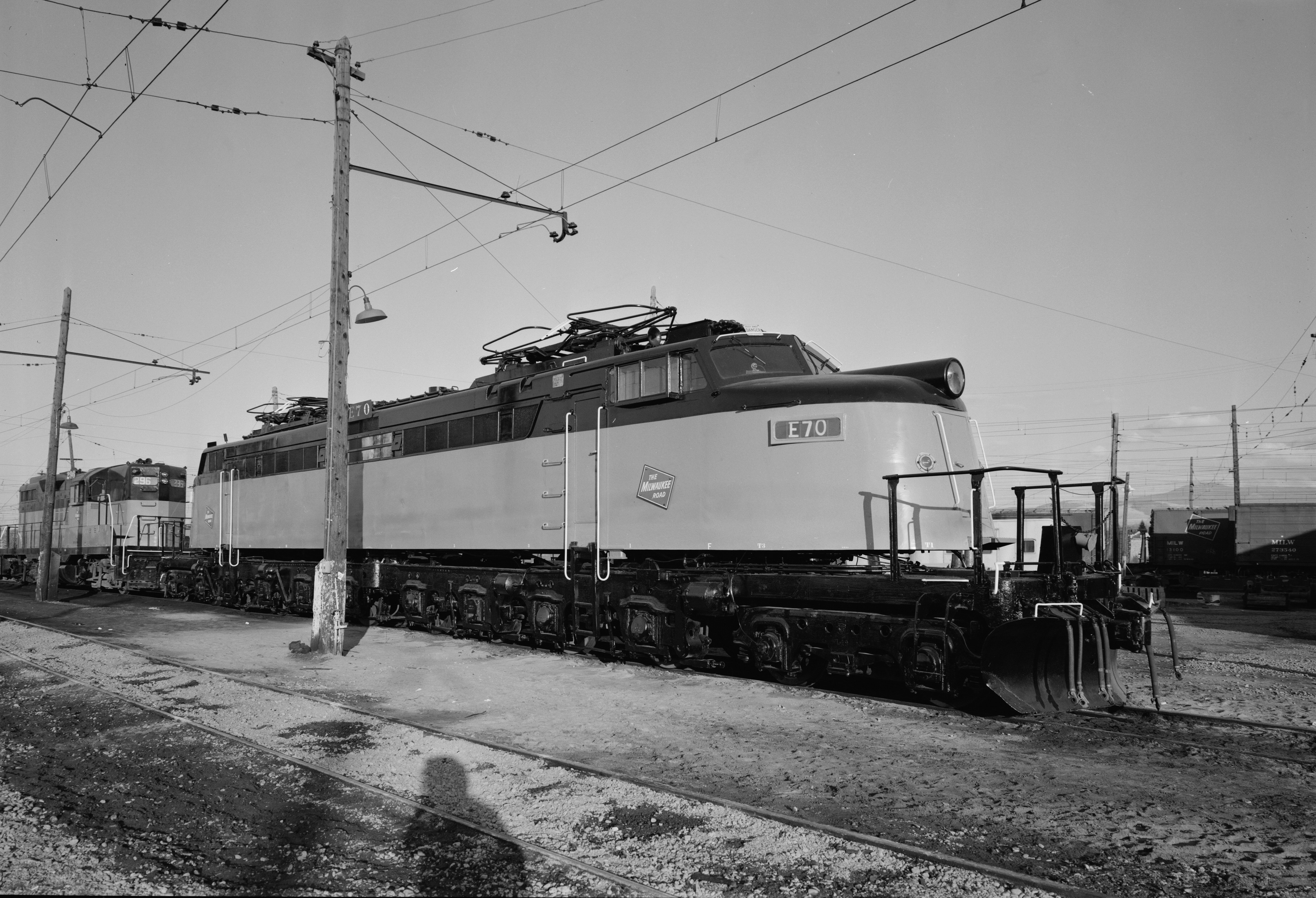
Locomotiva elétrica da Milwaukee Road.

A Milwaukee Road usou duas para o serviço de passsageiros, designando-as EP-4, e as outras 10 para serviços de carga, designando-as EF-4. Foram usadas na subdivisão eletrificada da ferrovia no estado de Montana e Idaho. Para substituir as antigas boxcab que lá operavam desde os anos 1920. Três ja foram recebidas em bitola Standard, e o resto foi convertido nas oficinas da Milwaukee. A última saiu de serviço na Milwaukee em maio de 1974.

## South Shore
A South Shore, uma ferrovia do tipo commuter entre Chicago, Illinois, e o noroeste de Indiana, usou-as em serviço de carga. Elas foram modificadas para operar em 1500V DC por catenária. Em serviço na South Shore o nome "Little Joe" não se tornou muito popular, sendo que seus funcionários se referiam a elas como as "800s". Duas das três trabalharam até 1983, fazendo os últimos trens elétricos regulares de carga nos Estados Unidos. Atualmente todos os seus trens são puxados por locomotivas Diesel-Elétricas.

## Paulista
A Companhia Paulista converteu suas Litlle Joe para bitola larga (1,600mm). Elas ficaram conhecidas no Brasil por "Russas". Quando a Paulista se tornou parte da Fepasa em 1971, as Russas foram transferidas para a nova companhia. Continuaram operando até 1999, com a retirada da catenária das linhas em São Paulo pela Ferroban, subsidiária de sucesso da Fepasa. Eram as últimas representantes das Little Joe ainda operando comercialmente. Com a privatização a Fepasa se tornou Ferroban, e imediatamente a catenária foi removida, e acabou que todas foram paralisadas e sucateadas. Hoje encontra-se apenas um locomotiva preservada em Bauru.

## Sobreviventes
South Shore #803 está preservada e em condição de operar no Illinois Railway Museum (IRM), onde ocasionalmente anda alguns poucos metros para demonstrações. South Shore #802 está preservada em um display público no Lake Shore Railway Historical Museum em North East, Pensilvânia, a 16 quilômetros de Erie, PA, local onde fica a fabrica da GE, e onde elas foram construídas. Milwaukee #E70 está em um display estático em Deer Lodge, Montana.
No Brasil todas as 5 russas sobrevivem, porém nenhuma está em condições operacionais; uma está em Jundiaí, a 6452, a melhor conservada, mas sem os truques; as outras 4 estão em Bauru, e somente a 6455 está guardada na Estação Ferroviária da cidade, mas em péssimo estado. As 6451, 6453 e 6454 encontram-se jogadas no chão do pátio de Triagem da Paulista em Bauru, fora de seus truques.